# Moresnet
Moresnet (phát âm tiếng Pháp: [mɔ.ʁɛ.nɛ]) là nước nhỏ nhất thuộc châu Âu với diện tích cỡ khoảng 3,5 km²; chỉ tồn tại vì hai quốc gia bên cạnh không thể nào thỏa thuận về việc ai có quyền chiếm hữu vùng đất này. Vì vậy họ quyết định biến vùng đất này thành vùng trung lập, hai bên có quyền như nhau. Nó cách Aachen khoảng 7 km về phía tây nam, thẳng về phía nam của chỗ mà biên giới của ba nước Đức, Bỉ, và Hà Lan gặp nhau trên núi Vaalserberg.

## Lịch sử hình thành và phát triển
Sau khi Napoléon thất bại trong cuộc viễn chinh khắp châu Âu vào năm 1815 thì biên giới giữa các quốc gia châu Âu được thiết lập lại. Biên giới giữa Vương quốc Phổ và Vương quốc Hà Lan cũng không phải là ngoại lệ. Khi đó khu vực xung quanh làng Kelmis (thuộc Moresnet) là khu vực mà cả Phổ và Hà Lan đang tranh chấp do ở đó có một mỏ kẽm. Hai quốc gia này đàm phán với nhau trong khoảng 1 năm và cuối cùng vào năm 1816 đã quyết định chia vùng đất này (Mairie Moresnet) thành ba phần theo hiệp ước biên giới Aachen (ký năm 1816 và được phê chuẩn bởi hai bên năm 1823).
Moresnet thuộc về Hà Lan, vùng Neu-Moresnet ngày nay thuộc về Phổ, còn vùng đất xung quanh làng Kelmis và mỏ kẽm là vùng đất trung lập thuộc quyền quản lý của các Cao ủy Hà Lan và Phổ. Đây là Moresnet trung lập (Neutraal Moresnet).
Năm 1830, dân cư vùng đất phía nam Hà Lan tách ra đòi quyền độc lập và trở thành nước Bỉ ngày nay. Từ thời điểm này thì Moresnet thuộc về Bỉ và quyền quản lý của Hà Lan đối với vùng Moresnet trung lập cũng rơi vào tay Bỉ. Một điều cần lưu ý là Hà Lan chưa bao giờ chính thức chuyển quyền quản lý vùng đất trung lập này cho Bỉ.
Năm 1914, Thế chiến thứ nhất nổ ra và vùng Moresnet trung lập rơi vào tay Đức. Người Bỉ mất quyền kiểm soát vùng đất trung lập này. Năm 1919 sau thất bại của người Đức thì vùng đất này lại thuộc quyền quản lý của người Bỉ.
Điều 32 Hiệp ước Versailles (1919) quy định như sau:
"Đức công nhận chủ quyền của Bỉ đối với vùng đất tranh chấp".
Từ đó Moresnet trung lập biến mất khỏi bản đồ thế giới.
Trong Thế chiến thứ hai, Kelmis và khu vực xung quanh một lần nữa bị Đức sáp nhập và đổi tên thành Moresnet, nhưng lãnh thổ được trả lại cho Bỉ trong năm 1944.